# Darren Dietz
Darren Dietz, född 17 juli 1993, är en kanadensisk-kazakisk professionell ishockeyspelare som spelar för Barys Nur-Sultan i KHL. Han har tidigare spelat på lägre nivåer för Hamilton Bulldogs i AHL och Saskatoon Blades i Western Hockey League (WHL).
Dietz draftades i femte rundan i 2011 års draft av Montreal Canadiens som 138:e spelare totalt.

## Statistik
| 2007–2008  | Medicine Hat Hounds Bantam AAA | AMBHL      | 32  | 9  | 20 | 29  | 170 | —  | — | — | — | —  |
| 2008–2009  | Medicine Hat Tigers Midget AAA | AMHL       | 34  | 0  | 4  | 4   | 62  | —  | — | — | — | —  |
| 2009–2010  | Lethbridge Y's Men Hurricanes  | AMHL       | 33  | 9  | 15 | 24  | 105 | 5  | 4 | 3 | 7 | 14 |
|            | Saskatoon Blades               | WHL        | 8   | 1  | 1  | 2   | 4   | 3  | 0 | 0 | 0 | 2  |
| 2010–2011  | Saskatoon Blades               | WHL        | 68  | 8  | 19 | 27  | 66  | 10 | 1 | 4 | 5 | 15 |
| 2011–2012  | Saskatoon Blades               | WHL        | 72  | 15 | 29 | 44  | 118 | 3  | 0 | 1 | 1 | 5  |
| 2012–2013  | Saskatoon Blades               | WHL        | 72  | 24 | 34 | 58  | 100 | 4  | 1 | 1 | 2 | 2  |
| 2013–2014  | Hamilton Bulldogs              | AHL        | 34  | 0  | 5  | 5   | 49  | —  | — | — | — | —  |
| 2014–2015  | Hamilton Bulldogs              | AHL        | 71  | 4  | 13 | 17  | 64  | —  | — | — | — | —  |
| 2015–2016  | Montreal Canadiens             | NHL        | 1   | 0  | 0  | 0   | 0   | —  | — | — | — | —  |
|            | St. John's Icecaps             | AHL        | 58  | 4  | 12 | 16  | 59  | —  | — | — | — | —  |
| NHL totalt | NHL totalt                     | NHL totalt | 1   | 0  | 0  | 0   | 0   | —  | — | — | — | —  |
| AHL totalt | AHL totalt                     | AHL totalt | 163 | 8  | 30 | 38  | 172 | —  | — | — | — | —  |
| WHL totalt | WHL totalt                     | WHL totalt | 220 | 48 | 83 | 131 | 288 | 20 | 2 | 6 | 8 | 24 |